# Mogoșești
Mogoșești là một xã thuộc hạt Iași, România. Dân số thời điểm năm 2002 là 4941 người.